# Point de test

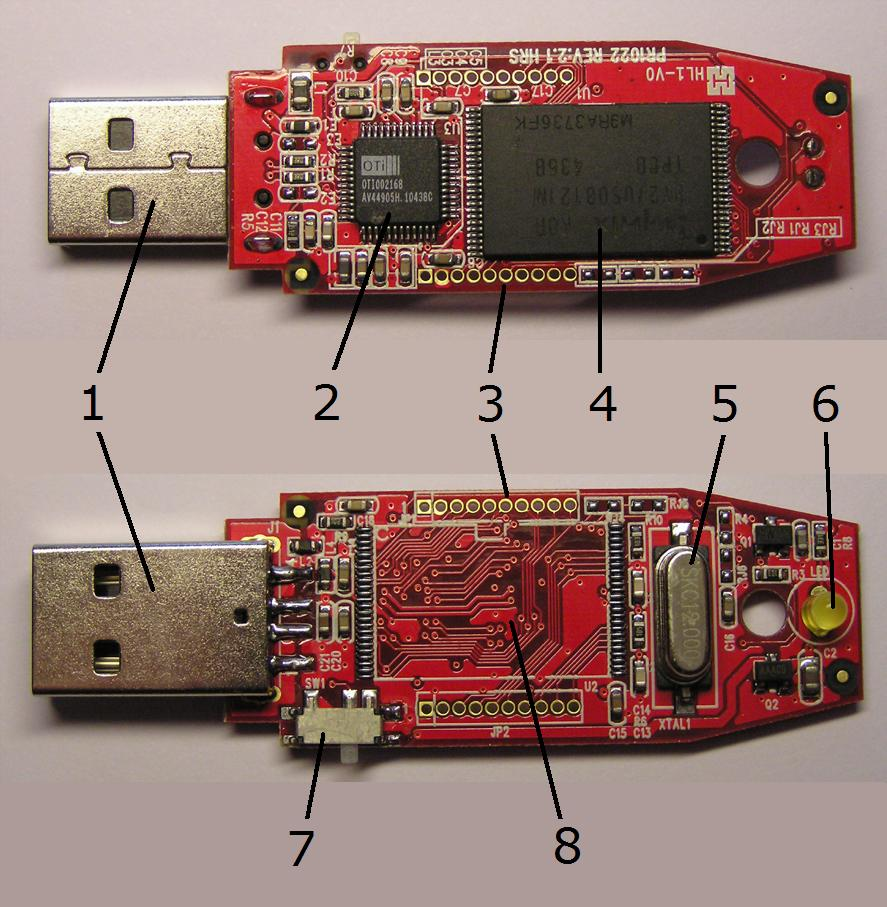
Les deux rangées de trous (identifiés par le numéro 3) sont des points de test utilisé durant la fabrication de cette clé USB.

Un point de test correspond à un emplacement dans un circuit électronique qui peut être utilisé pour mesurer l'état du circuit en ce point ou pour injecter un signal de test.
Les deux principales utilisations d'un point de test sont :
- vérifier, lors de la fabrication, que le dispositif nouvellement assemblé fonctionne correctement. Tout équipement qui échoue cette vérification est éliminé ou envoyé à un poste de réparation afin de tenter de corriger la défectuosité de fabrication.
- dépanner, après la vente du dispositif à un client, le dispositif qui révèle un dysfonctionnement ou pour effectuer une calibration après le remplacement de composants.

Les points de test peuvent être identifiés et comporter des broches pour y attacher une pince crocodile ou avoir des connecteurs complets pour des connecteurs de test.
Les circuits miniatures utilisant des composants montés en surface ne comportent souvent qu'une simple rangée de contacts de soudure (en) d'étain non identifiés. Le dispositif est placé dans un
montage d'essai qui sécurise le dispositif et un connecteur spécial en surface est pressé sur les contacts pour les connecter en groupe. Ce type de contact permet en particulier d'ajouter un connecteur JTAG, couramment utilisé.